# Rikard Larsson
För andra betydelser, se Rikard Larsson (olika betydelser).
Bo Rikard Larsson, född 10 februari 1966 i Fosie församling i Malmö, är en svensk politiker (socialdemokrat), som är ordinarie riksdagsledamot sedan 2014, invald för Skåne läns södra valkrets.
Larsson är bosatt i Hjärup i Staffanstorps kommun och var 2006–2014 verksam som regionråd i Region Skåne. 2010–2014 var han gruppledare för socialdemokraterna i regionfullmäktige samt andre vice ordförande i regionstyrelsen och ledamot i styrelsen för Skånes socialdemokratiska partidistrikt. I riksdagsvalet 2014 invaldes han som ledamot i Sveriges riksdag samt ledamot av den svenska delegationen till Nordiska Rådet.